# Ексбібайт
Ексбібайт (екса бінарний байт) — одиниця вимірювання цифрової інформації. Визначений міжнародною електротехнічною комісією (МЕК). Коротке позначення — ЕіБ.
Двійковий префікс ексбі означає множення на 260, тому:
1 ексбібайт = 260 байт = 1 152 921 504 606 846 976 байт = 1 024 пебібайт
Ексбібайт близький до ексабайту (ЕБ), відповідної одиниці в десятковій системі, яка визначена як 1018 байт. Звідси виходить, що один ексбібайт приблизно рівний 1.15 ЕБ.